# آزمایشگاه‌های سیستم یونیکس
آزمایشگاه‌های سیستم یونیکس (به انگلیسی: Unix System Laboratories) به اختصار یواس‌ال (USL) در اصل یک زیر مجموعه از آزمایشگاه‌های بل بود که در ۱۹۸۹ سازماندهی شد. یواس‌ال در سال ۱۹۹۰ با اداره نرم‌افزار یونیکس (UNIX Software Operation) که آن نیز زیر مجموعه دیگری از آزمایشگاه‌های بل بود ادغام شد و به عنوان زیر مجموعه طراحی و فعالیت‌های حقوقی یونیکس تبدیل شد. سپس به صورت یک شرکت زیر مجموعه ای‌تی‌اندتی که در آن زمان مالک آزمایشگاه‌های بل بود سازماندهی شد.
در جون ۱۹۹۳ شرکت ناول آزمایشگاه‌های سیستم یونیکس را به همراه تمامی امتیاز یونیکس شامل حق تکثیر، نشانه تجاری و اجازه نامه قرارداد آن را خریداری کرد.
آزمایشگاه‌های سیستم یونیکس به عنوان شاکی در سال ۱۹۹۲ یک شکایت حقوقی را علیه بی‌اس‌دی‌آی و دانشگاه کالیفرنیا، برکلی را در مورد مالکیت فکری و حقوق مربوط به یونیکس اقامه کرد. یواس‌ال از دادگاه درخواست کرد تا دستور توقف توزیع سیستم عامل بی‌اس‌دی و نت-۲ را که توسط بی‌اس‌دی‌آی و دانشگاه کالیفرنیا، برکلی انجام می‌شد را تا پایان مراحل دادگاه صادر کند. ای شکایت در سال ۱۹۹۳ پس از آنکه قاضی شک خود را در مورد صحت مالکیت فکری یونیکس توسط یواس‌ال اعلام نمود بسته شد.
پس از آن در همان سال ۱۹۹۳ شرکت ناول نشانه تجاری یونیکس را به X/Open انتقال داد. X/Open در سال ۱۹۹۶ با Open Software Foundation ادغام شد و اپن گروپ (Open Group) را تشکیل داد. در سال ۱۹۹۵ باقی‌مانده آزمایشگاه‌های سیستم یونیکس به همراه کدهای یونیکس ویرایش پنجم به گروه اسکو فروخته شد.